# Spiriverpa senex
Spiriverpa senex är en tvåvingeart som först beskrevs av Walker 1848.  Spiriverpa senex ingår i släktet Spiriverpa och familjen stilettflugor. Inga underarter finns listade i Catalogue of Life.